# Ерофеев, Владимир Иванович (физик)
Влади́мир Ива́нович Ерофе́ев (род. 20 августа 1959 года, Горький) — советский и российский учёный в области механики, машиностроения и прикладной физики. Директор Института проблем машиностроения РАН (с 2015 года). 
Член Российского национального комитета по теоретической и прикладной механике.
Член редколлегий научных журналов: «Вычислительная механика сплошных сред», «Проблемы прочности и пластичности», «Вестник научно-технического развития», «Математическое моделирование, компьютерный и натурный эксперимент в естественных науках»

## Биография
Окончил механико-математический факультет Горьковского (ныне — Нижегородского) государственного университета имени Н. И. Лобачевского по специальности «механика» (1981). Ученик А. И. Весницкого. Кандидат физико-математических наук (1986, тема диссертации «Нелинейные резонансные взаимодействия
одномерных волн в упругих диспергирующих средах»)
С 1981 по 1986 год работал инженером, младшим научным сотрудником акустического отдела ВНИИ по нормализации в машиностроении Госстандарта СССР;
старшим научным сотрудником, заведующим экспериментально-исследовательским отделом Научно-исследовательской лаборатории испытания материалов Минтранса РФ.
С основания в 1986 году Нижегородского филиала Института машиноведения им. А. А. Благонравова Академии наук СССР (НижФ ИМАШ), работал в нём старшим научным сотрудником, затем — заведующим лабораторией, а с 1996 года — заместителем директора по научной работе.
В 1990 году присвоено учёное звание старший научный сотрудник.
В 2003 году — учёное звание профессор по специальности «акустика».
Доктор физико-математических наук (1994, тема диссертации «Волновые процессы в твердых телах с микроструктурой»)
Директор Института проблем машиностроения РАН с 2015 года.

## Научные интересы
Теоретически обосновал новые методы неразрушающего контроля
материалов и конструкций при создании оригинальной диагностической аппаратуры.
Развил научные основы систем виброзащиты машин и конструкций с использованием инерционности и диссипации реологических сред.
Предложил оригинальные конструкции гидравлических виброопор, эффективно снижающих уровни вибрации и шума транспортных средств. Эти разработки были внедрены на автомобильном заводе ОАО «ГАЗ»; автобусном заводе ОАО «ПАЗ»;
ОАО «Заволжский моторный завод»; «Горьковская железная дорога»; «Нижегородский метрополитен» и других предприятиях.
Выполнил цикл работ по исследованию
хаотической динамики механических систем с источниками энергии ограниченной
мощности, а также вопросам существования и устойчивости стационарных кластерных
структур в однородных цепочках диссипативно связанных ротаторов.
Опубликовал более 270 научных работ.

## Научно-педагогическая работа
Преподаёт в Нижегородском государственном университете им. Н. И. Лобачевского (профессор и руководитель филиала в НижФ ИМАШ РАН кафедры «Теоретической механики») и Нижегородском государственном техническом университете им. Р. Е. Алексеева (профессор и руководитель кафедры «Динамика, прочность машин и сопротивление материалов»). Научный консультант 1 докторской и научный руководитель 17 кандидатских диссертаций. Работы молодых учёных, выполненные под его научным руководством, были отмечены медалями РАН (1999, 2003, 2005).

## Награды
Награждён Европейским орденом чести за выдающиеся научные
достижения, развитие и укрепление сотрудничества между учёными России и
Европейского Союза.